# Мовсар Бараев
Мовсар Бухарович Бараев (26 октомври 1979, Аргун, СССР – 26 октомври 2002, Москва, Русия) е чеченски командир на Ислямския полк със специално предназначение на самопровазгласилата се Чеченска република Ичкерия, активист на сепаратисткото движения в Чечня, терорист.
Става известен във връзка с кризата със заложници в Театралния център на Дубровка, Москва, през октомври 2002 година.

## Биография
Роден е в град Аргун, Чечено-Ингушка АССР. Още от 18-годишна възраст участва активно във въоръжените формирования на чеченските сепаратисти. Член на Ислямския полк със специално предназначение (ИПОН), командван от неговия чичо Арби Бараев. Малко по-късно става личен охранител на Арби Бараев.
През лятото на 1998 година участва в стълкновенията в град Гудермес, на страната на Шариатската гвардия на Абдул Малик Межидов, като по време на сблъсъците е ранен.
По време на Втората руско-чеченска война взима участие в бойните действия против федералните войски.
През лятото на 2001 година оглавява няколко нападения над военни колони на руската армия и серия взривове в Гудермес, Грозни и Урус Мартан. След гибелта на Мурада Юсупхаджиев през октомври 2002 година оглавява ИПОН.
В края на октомври 2002 година по заповед на Шамил Басаев ръководи рейд в Москва в качеството на командир на диверсионно-терористичен отряд.
На 23 октомври 2002 година група под негово ръководство превзема Театралния център на Дубровка в Москва по време на представление. Бараев отправя искане към руските власти за незабавно прекратяване на военните действия в Чечня и изтегляне на руските войски. Убит е по време на акцията по освобождаване на заложниците на 26 октомври 2002 година. Заедно с него са ликвидирани членовете на групата му.